# Hieracium narymense
Hieracium narymense es una especie de planta con flor del género Hieracium, de la familia Asteraceae, orden Asterales.

## Distribución
Hieracium narymense se distribuye por Rusia, Mongolia y Kazajistán.

## Taxonomía
Fue descrita científicamente por Schischk. y Sergievsk.